# Günther Morgenweck
Günther Morgenweck (* 17. Juli 1909 in Salzungen; † 20. August 1944 in Ermoclia, Rumänien) war ein deutscher Pflanzenbau- und Grünlandwissenschaftler.

## Leben und Wirken
Günther Morgenweck, Sohn eines Zimmerobermeisters und Sägewerksbesitzers, besuchte die Oberrealschule in Bad Salzungen und bestand dort 1929 das Abitur. Nach einer zweijährigen Lehrzeit auf einem Rittergut bei Weimar studierte er seit 1931 Landwirtschaft an der Universität Jena, bestand 1934 die Prüfung zum Diplom-Landwirt und promovierte dort 1935 mit einer Dissertation über Wasserverlust, Krankheitsbefall und Keimverhalten der Kartoffel. Dann folgte er seinem Lehrer Ernst Klapp an die Landwirtschaftliche Hochschule Hohenheim. Hier arbeitete er als wissenschaftlicher Assistent an der mit der Hochschule verbundenen Württembergischen Landessaatzuchtanstalt.
1939 übernahm Morgenweck einen Lehrauftrag an der Universität Bonn. Bis zum Wintersemester 1941/42 hielt er dort Vorlesungen über Allgemeine und Spezielle Pflanzenbaulehre. Als Schüler von Ernst Klapp beschäftigte er sich in Bonn überwiegend mit Fragen auf dem Gebiet der Grünlandlehre. Mehrere Beiträge veröffentlichte er in der Zeitschrift Pflanzenbau. Im Juli 1942 habilitierte er sich an der Landwirtschaftlichen Fakultät der Universität Bonn mit der Schrift Strukturvergleiche von Acker- und Grünland, eine beachtenswerte Untersuchung, in der er nachwies, dass sich nach dem Umbruch von Grünlandflächen die physikalischen Bodeneigenschaften erheblich verschlechtern. Im Herbst 1942 wurde Morgenweck zur Wehrmacht einberufen.

## Publikationen (Auswahl)
- Einige Untersuchungen über Wasserverlust, Krankheitsbefall und Keimverhalten der Kartoffel in Beziehung zu Standort, Pflanzwert und Ertrag. Math.-nat. Diss. Univ. Jena 1935.
- Stickstoffwirkungen auf jungem Dauergrünland. In: Pflanzenbau Jg. 17, 1941, S. 295–312.
- Strukturvergleiche von Acker- und Grünland. Habil.-Schr. Landw. Fak. Univ. Bonn 1942. Zugl. in: Pflanzenbau Jg. 18, 1942, S. 161–191.